# Перелесье (Ленинградская область)
Переле́сье — деревня в Котельском сельском поселении Кингисеппского района Ленинградской области.

## История
Упоминается как деревня Perelesia by в Каргальском погосте (западной половине) в шведских «Писцовых книгах Ижорской земли» 1618—1623 годов.
На карте Ингерманландии А. И. Бергенгейма, составленной по шведским материалам 1676 года, обозначена как мыза Perelisia Hoff.
На шведской «Генеральной карте провинции Ингерманландии» 1704 года — как мыза Perelosie hof.
На карте Санкт-Петербургской губернии Ф. Ф. Шуберта 1834 года обозначена деревня Перелесье, состоящая из 30 крестьянских дворов.

ПЕРЕЛЕСЬЕ — мыза принадлежит поручику Нетцеру, число жителей по ревизии: 18 м. п., 11 ж. п.

ПЕРЕЛЕСЬЕ — деревня принадлежит поручику Нетцеру, число жителей по ревизии: 91 м. п., 105 ж. п. (1838 год)

Согласно карте профессора С. С. Куторги 1852 года деревня Перелесье состояла из 30 дворов.

ПЕРЕЛЕСЬЕ — деревня титулярного советника Нетцеря, 10 вёрст по почтовой, а остальное по просёлкам, число дворов — 15, число душ — 63 м. п. (1856 год)

ПЕРЕЛЕСЬЕ — деревня, число жителей по X-ой ревизии 1857 года: 68 м. п., 76 ж. п., всего 144 чел.

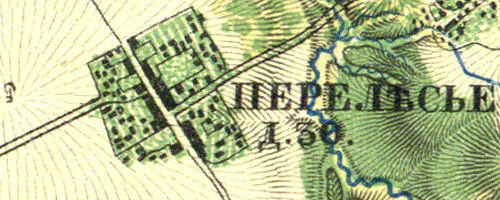
Деревня Перелесье на карте 1860 года

Согласно «Топографической карте частей Санкт-Петербургской и Выборгской губерний» в 1860 году деревня Перелесье насчитывала 30 крестьянских дворов.

ПЕРЕЛЕСЬЕ — деревня владельческая при реке Систе, число дворов — 21, число жителей: 63 м. п., 54 ж. п. (1862 год)

ПЕРЕЛЕСЬЕ — деревня, по земской переписи 1882 года: семей — 24, в них 58 м. п., 69 ж. п., всего 127 чел.

ПЕРЕЛЕСЬЕ — деревня, число хозяйств по земской переписи 1899 года — 21, число жителей: 49 м. п., 70 ж. п., всего 119 чел.;
 разряд крестьян: бывшие владельческие; народность: русская

В конце XIX — начале XX века деревня административно относилась к Ратчинской волости 2-го стана Ямбургского уезда Санкт-Петербургской губернии.
С 1917 по 1923 год деревня Перелесье входила в состав Перелесского сельсовета Ратчинской волости Кингисеппского уезда.
С 1923 года в составе Котельской волости.
С 1924 года в составе Унатицкого сельсовета.
Согласно данным переписи населения СССР 1926 года в деревне Перелесье Перелесского сельсовета проживали 108 человек, большинство русские, а также эстонцы.
С 1927 года в составе Котельского района.
Согласно топографической карте 1930 года деревня насчитывала 25 дворов.
С 1931 года в составе Кингисеппского района.
По данным 1933 года деревня Перелесье входила в состав Велькотского сельсовета Кингисеппского района.

План деревни Нарядово. 1938 год

Согласно топографической карте 1938 года деревня насчитывала 29 дворов.
В 1939 году население деревни Перелесье составляло 111 человек.
Деревня была освобождена от немецко-фашистских оккупантов 30 января 1944 года.
С 1954 года в составе Удосоловского сельсовета.
В 1958 году население деревни Перелесье составляло 56 человек.
По данным 1966 и 1973 годов деревня Перелесье также находилась в составе Удосоловского сельсовета.
По данным 1990 года деревня Перелесье входила в состав Котельского сельсовета.
В 1997 году в деревне Перелесье проживали 32 человека, в 2002 году — 28 человек (русские — 93 %), в 2007 году — 13.

## География
Деревня расположена в северо-восточной части района на автодороге 41К-008 (Петродворец — Криково).
Расстояние до административного центра поселения — 17 км.
Расстояние до ближайшей железнодорожной платформы Куммолово — 5 км.

## Демография
| 1862 | 2007 | 2010 | 2017 |
| ---- | ---- | ---- | ---- |
| 117  | ↘13  | ↗26  | ↘23  |

### Национальный состав
Согласно данным Всероссийской переписи населения 2021 года в деревне проживали 28 человек, из них:
 русские — 26, украинцы — 1, эстонцы — 1 человек.

## Известные уроженцы
- Зинаида Никитична Кондрашёва — начальник цеха радиоламп Московского электролампового завода, лауреат Сталинской премии за 1947 год[28].